# Belo Oriente
Belo Oriente é um município brasileiro no interior do estado de Minas Gerais, Região Sudeste do país. Localiza-se no Vale do Rio Doce e pertence ao colar metropolitano do Vale do Aço, estando situado a cerca de 250 km a leste da capital do estado. Ocupa uma área de 334,909 km², sendo que 3,2 km² estão em perímetro urbano, e sua população recenseada em 2022 era de 23 928 habitantes.
A sede tem uma temperatura média anual de 21,4 °C e na vegetação original do município predomina a Mata Atlântica. Com 84% da população vivendo na zona urbana, a cidade contava, em 2009, com 18 estabelecimentos de saúde. O seu Índice de Desenvolvimento Humano (IDH) é de 0,686, classificado como médio em relação ao estado.
A exploração da área do atual município teve início no século XIX, com a chegada dos primeiros homens brancos que estavam a explorar o Vale do Rio Doce e mais tarde invadir terras dos indígenas. Para contê-los e expulsá-los, criaram-se quartéis, dentre os quais o Quartel do Galo, ao redor do qual surgiu um pequeno núcleo que se desenvolveu exclusivamente da agricultura até a década de 1920. A partir do povoado, em 1943 é criado o distrito de Belo Oriente, subordinado a Mesquita, que foi emancipado em 1962 e instalado em 1º de março de 1963. Na década de 1970, é implantada no local a Cenibra, que configura-se como uma das maiores produtoras mundiais de celulose branqueada.
As principais manifestações culturais presentes no município são o artesanato e os grupos teatrais, de manifestação tradicional popular e música, além dos eventos festivos, tais como as comemorações do aniversário da cidade, a Festa do Chapéu de Palha e as celebrações tradicionais religiosas da Festa do Senhor Bom Jesus e da Festa de Nossa Senhora do Rosário.

## História
Até o século XIX, o lugar era habitado exclusivamente pelos povos indígenas botocudos. Os forasteiros, com o objetivo de invadir as terras dos indígenas, criaram quartéis para expulsá-los e extermina-los em 1811.
A chegada do Barão de Mesquita, acompanhado de familiares e escravizados africanos, fez com que fosse formado o povoado de Piedade do Galo - nome originado do quartel do Galo -, que até a década de 1920 se desenvolveu exclusivamente da agricultura, com destaque às culturas do milho, feijão, arroz, café, algodão e cana-de-açúcar.
Em 1912, o núcleo foi beneficiado com a chegada da Estrada de Ferro Vitória a Minas (EFVM) e a construção da Estação Cachoeira Escura (atual Estação Friedrich Sellow), situada no distrito de Perpétuo Socorro.
Na década de 1930, ocorreu o início da industrialização da atual Região Metropolitana do Vale do Aço, após a implantação de um complexo industrial da Belgo-Mineira. Com isso, ganharam impulso na localidade a pecuária, visando a atender à demanda do mercado, e mais tarde o comércio local.
Dado o desenvolvimento populacional e econômico, do povoado de Piedade do Galo foi criado o distrito de Belo Oriente, pertencente a Mesquita, pelo decreto-lei estadual nº 1.058, de 31 de dezembro de 1943. Pela lei estadual nº 2.764, de 30 de dezembro de 1962, ocorre a emancipação da cidade e sua instalação em 1º de março de 1963, então composta pelos distritos de Perpétuo Socorro e Sede.
Na década de 1970, implanta-se em Belo Oriente a Celulose Nipo Brasileira S/A (Cenibra), às margens do rio Doce e da BR-381. A empresa configura-se como uma das maiores produtoras mundiais de celulose branqueada, tendo sido fundada em 13 de setembro de 1973, entrando em operação em 1977 com capacidade nominal de produção inicial de 225 mil toneladas.
Pela lei estadual nº 8.285, de 8 de outubro de 1982, é criado o distrito de Bom Jesus do Bagre e pela lei municipal nº 414, de 24 de janeiro de 1995, é criado o distrito de São Sebastião de Braúnas.

## Geografia
A área do município, segundo o Instituto Brasileiro de Geografia e Estatística (IBGE), é de 334,909 km², sendo que 3,2178 km² constituem a zona urbana. Situa-se a 19º13'12" de latitude sul e 42°29'01" de longitude oeste e está a uma distância de 253 quilômetros a leste da capital mineira, fazendo parte do colar metropolitano do Vale do Aço juntamente com outras 23 cidades (além dos quatro municípios principais). Seus municípios limítrofes são Açucena, a norte; Mesquita, a oeste; Santana do Paraíso e Ipaba, a sul; Bugre, a sudeste; Iapu, a leste; e Naque, a nordeste.
De acordo com a divisão regional vigente desde 2017, instituída pelo IBGE, o município pertence às Regiões Geográficas Intermediária e Imediata de Ipatinga. Até então, com a vigência das divisões em microrregiões e mesorregiões, fazia parte da microrregião de Ipatinga, que por sua vez estava incluída na mesorregião do Vale do Rio Doce.

### Relevo, hidrografia e meio ambiente

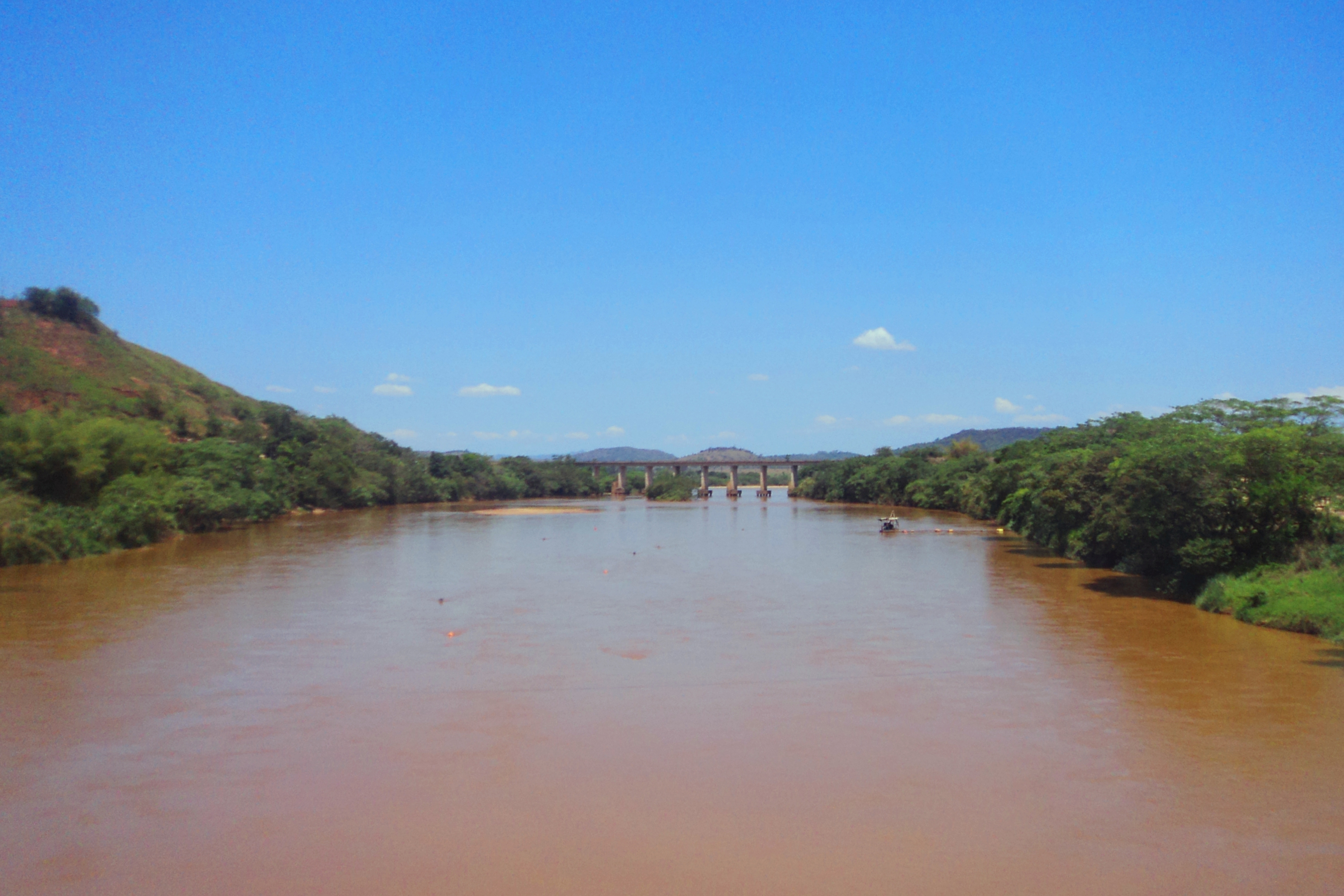
Rio Santo Antônio na divisa com Naque

O relevo do município de Belo Oriente é predominantemente montanhoso. Em aproximadamente 65 % do território belorientino há o predomínio de mares de morros e terrenos montanhosos, enquanto cerca de 65 % é coberto por áreas onduladas e os 15 % restantes são lugares planos. A altitude máxima encontra-se na Serra do Pendura Saco, que chega aos 785 metros, enquanto que a altitude mínima está no rio Santo Antônio, com 236 metros. Já o ponto central da cidade está a 350 m.
A vegetação predominante no município é a Mata Atlântica, sendo que os principais problemas ambientais presentes, segundo a prefeitura em 2010, eram o assoreamento de corpos d'água, a poluição hídrica, a poluição do ar, a redução do pescado nos cursos d'água e a contaminação do solo. Boa parte da mata nativa original foi desmatada para ceder espaço ao eucalipto, com objetivo de alimentar a atividade industrial da Cenibra, no entanto a cidade possui um Conselho Municipal de Meio Ambiente, criado no ano de 1997, e Fundo Municipal de Meio Ambiente e a empresa realiza a reabilitação dos ecossistemas naturais e mantém reservas ecológicas e áreas de mata ciliar tanto em Belo Oriente quanto em outros municípios onde possui propriedades.
O território é banhado por vários mananciais, sendo os principais o rio Doce, o rio Santo Antônio e o ribeirão Baraúna, que fazem parte da bacia do rio Doce. Por vezes, na estação das chuvas, os rios que cortam o município sofrem com a elevação de seus níveis, provocando enchentes em suas margens, o que exige a existência de um sistema de alerta contra enchentes eficaz. A cidade foi uma das mais afetadas pelas enchentes de 1979, que também atingiram vários municípios do leste mineiro. Atualmente existe uma série de estações pluviométricas e fluviométricas instaladas em Belo Oriente, que são administradas pela Companhia de Pesquisa de Recursos Minerais (CPRM) e Agência Nacional de Águas e Saneamento Básico (ANA) e que visam a alertar a população de uma possível enchente.

### Clima
| Maiores acumulados diários de chuva registrados em Belo Oriente por meses | Maiores acumulados diários de chuva registrados em Belo Oriente por meses | Maiores acumulados diários de chuva registrados em Belo Oriente por meses | Maiores acumulados diários de chuva registrados em Belo Oriente por meses | Maiores acumulados diários de chuva registrados em Belo Oriente por meses | Maiores acumulados diários de chuva registrados em Belo Oriente por meses |
| Mês                                                                       | Acumulado                                                                 | Data                                                                      | Mês                                                                       | Acumulado                                                                 | Data                                                                      |
| ------------------------------------------------------------------------- | ------------------------------------------------------------------------- | ------------------------------------------------------------------------- | ------------------------------------------------------------------------- | ------------------------------------------------------------------------- | ------------------------------------------------------------------------- |
| Janeiro                                                                   | 119,8 mm                                                                  | 16/01/1962                                                                | Julho                                                                     | 45,4 mm                                                                   | 19/07/1941                                                                |
| Fevereiro                                                                 | 193,2 mm                                                                  | 17/02/2005                                                                | Agosto                                                                    | 35,8 mm                                                                   | 05/08/1972                                                                |
| Março                                                                     | 124,4 mm                                                                  | 18/03/1985                                                                | Setembro                                                                  | 63,2 mm                                                                   | 23/09/1987                                                                |
| Abril                                                                     | 98,5 mm                                                                   | 04/04/1987                                                                | Outubro                                                                   | 98,2 mm                                                                   | 27/10/2010                                                                |
| Maio                                                                      | 65,5 mm                                                                   | 23/05/2013                                                                | Novembro                                                                  | 140,7 mm                                                                  | 15/11/1952                                                                |
| Junho                                                                     | 53,2 mm                                                                   | 13/06/1949                                                                | Dezembro                                                                  | 141,1 mm                                                                  | 05/12/2020                                                                |
| Fonte: Agência Nacional de Águas e Saneamento Básico (ANA)                |                                                                           |                                                                           |                                                                           |                                                                           |                                                                           |

O clima belorientino é caracterizado, segundo o IBGE, como tropical sub-quente semiúmido (tipo Aw segundo Köppen), tendo temperatura média anual de 21,4 °C com invernos secos e amenos e verões chuvosos e com temperaturas elevadas. Os meses mais quentes, fevereiro e março, têm temperatura média de 23,7 °C, sendo a média máxima de 29,2 °C e a mínima de 18,3 °C. E o mês mais frio, julho, de 18 °C, sendo 24,9 °C e 11,1 °C as médias máxima e mínima, respectivamente. Outono e primavera são estações de transição.
A precipitação média anual é de 1 258 mm, sendo junho o mês mais seco, quando ocorrem apenas 10,8 mm. Em dezembro, o mês mais chuvoso, a média fica em 260,1 mm. Nos últimos anos, entretanto, os dias quentes e secos durante o inverno têm sido cada vez mais frequentes, não raro ultrapassando a marca dos 30 °C, especialmente entre julho e setembro. Em julho de 2013, por exemplo, a precipitação de chuva em Belo Oriente não passou dos 0 mm. Durante a época das secas e em longos veranicos em pleno período chuvoso também são comuns registros de queimadas em morros e matagais, principalmente na zona rural da cidade, o que contribui com o desmatamento e com o lançamento de poluentes na atmosfera, prejudicando ainda a qualidade do ar.
Segundo dados da Companhia de Pesquisa de Recursos Minerais (CPRM), desde 1941 o maior acumulado de chuva registrado em 24 horas em Belo Oriente foi de 193,2 mm no dia 17 de fevereiro de 2005. Outros grandes acumulados foram de 162,6 mm em 8 de fevereiro de 1995, 161,1 mm em 2 de fevereiro de 1979 e 142 mm em 5 de fevereiro de 2017. De acordo com o Instituto Nacional de Pesquisas Espaciais (INPE), o município é o 216º colocado no ranking de ocorrências de descargas elétricas no estado de Minas Gerais, com uma média anual de 5,6047 raios por quilômetro quadrado.
| Dados climatológicos para Belo Oriente | Dados climatológicos para Belo Oriente | Dados climatológicos para Belo Oriente | Dados climatológicos para Belo Oriente | Dados climatológicos para Belo Oriente | Dados climatológicos para Belo Oriente | Dados climatológicos para Belo Oriente | Dados climatológicos para Belo Oriente | Dados climatológicos para Belo Oriente | Dados climatológicos para Belo Oriente | Dados climatológicos para Belo Oriente | Dados climatológicos para Belo Oriente | Dados climatológicos para Belo Oriente | Dados climatológicos para Belo Oriente |
| Mês                                    | Jan                                    | Fev                                    | Mar                                    | Abr                                    | Mai                                    | Jun                                    | Jul                                    | Ago                                    | Set                                    | Out                                    | Nov                                    | Dez                                    | Ano                                    |
| -------------------------------------- | -------------------------------------- | -------------------------------------- | -------------------------------------- | -------------------------------------- | -------------------------------------- | -------------------------------------- | -------------------------------------- | -------------------------------------- | -------------------------------------- | -------------------------------------- | -------------------------------------- | -------------------------------------- | -------------------------------------- |
| Temperatura máxima média (°C)          | 29                                     | 29,2                                   | 29,2                                   | 27,7                                   | 26,3                                   | 25,3                                   | 24,9                                   | 26,1                                   | 26,8                                   | 27,6                                   | 27,8                                   | 28                                     | 27,3                                   |
| Temperatura mínima média (°C)          | 18,2                                   | 18,3                                   | 18,3                                   | 16,6                                   | 14,2                                   | 12,3                                   | 11,1                                   | 12,2                                   | 14,3                                   | 16,7                                   | 17,9                                   | 18,2                                   | 15,6                                   |
| Precipitação (mm)                      | 203                                    | 133,8                                  | 149,2                                  | 81,2                                   | 28,1                                   | 14,3                                   | 10,8                                   | 15,4                                   | 46,2                                   | 109,6                                  | 206,3                                  | 260,1                                  | 1 258                                  |
| Fonte: Somar Meteorologia              |                                        |                                        |                                        |                                        |                                        |                                        |                                        |                                        |                                        |                                        |                                        |                                        |                                        |

## Demografia
Em 2022, a população do município foi estimada em 23 928 habitantes pelo censo daquele ano, realizado pelo Instituto Brasileiro de Geografia e Estatística (IBGE). Em 2010, a população era de 23 397 habitantes. Segundo o censo de 2010, 11 616 habitantes eram homens e 11 781 habitantes mulheres. Ainda segundo o mesmo censo, 19 665 habitantes viviam na zona urbana e 3 732 na zona rural. Da população total em 2010, 6 088 habitantes (26,02%) tinham menos de 15 anos de idade, 15 693 habitantes (67,07%) tinham de 15 a 64 anos e 1 616 pessoas (6,91%) possuíam mais de 65 anos, sendo que a esperança de vida ao nascer era de 73,77 anos e a taxa de fecundidade total por mulher era de 2,0.
Em 2010, a população belo-orientina era composta por 5 535 brancos (23,66%); 2 724 negros (11,64%); 158 amarelos (0,68%); 14 970 pardos (63,98%) e dez indígenas (0,04%). Considerando-se a região de nascimento, 25 eram nascidos na Região Norte (0,11%), 195 na Região Nordeste (0,83%), 23 040 no Sudeste (98,48%), 79 no Sul (0,34%) e 30 no Centro-Oeste (0,13%). 22 392 habitantes eram naturais do estado de Minas Gerais (95,70%) e, desse total, 15 113 eram nascidos em Belo Oriente (15,59%). Entre os 1 005 naturais de outras unidades da federação, São Paulo era o estado com maior presença, com 322 pessoas (1,38%), seguido pelo Espírito Santo, com 218 residentes (0,93%), e pela Bahia, com 134 habitantes residentes no município (0,57%).

Igreja Nossa Senhora do Perpétuo Socorro no distrito Perpétuo Socorro

O Índice de Desenvolvimento Humano Municipal (IDH-M) de Belo Oriente é considerado médio pelo Programa das Nações Unidas para o Desenvolvimento (PNUD), sendo que seu valor é de 0,686 (o 2282º maior do Brasil). A cidade possui a maioria dos indicadores próximos à média nacional segundo o PNUD. Considerando-se apenas o índice de educação o valor é de 0,606, o valor do índice de longevidade é de 0,813 e o de renda é de 0,655. De 2000 a 2010, a proporção de pessoas com renda domiciliar per capita de até meio salário mínimo reduziu em 67,7% e em 2010, 87,6% da população vivia acima da linha da pobreza, 7,4% encontrava-se na linha da pobreza e 5,1% estava abaixo e o coeficiente de Gini, que mede a desigualdade social, era de 0,43, sendo que 1,00 é o pior número e 0,00 é o melhor. A participação dos 20% da população mais rica da cidade no rendimento total municipal era de 47,2%, ou seja, nove vezes superior à dos 20% mais pobres, que era de 5,1%.
De acordo com dados do censo de 2010 realizado pelo IBGE, a população de Belo Oriente está composta por: 11 301 católicos (48,30%), 8 860 evangélicos (37,87%), 2 794 pessoas sem religião (11,97%), 55 espíritas (0,24%) e 1,62% estão divididos entre outras religiões. O município faz parte da Diocese de Itabira-Fabriciano, sendo sede das paróquias Nossa Senhora da Piedade (Centro) e Nossa Senhora do Perpétuo Socorro (distrito Perpétuo Socorro).

## Política e administração
A administração municipal se dá pelos Poderes Executivo e Legislativo. O Executivo é exercido pelo prefeito, auxiliado pelo seu gabinete de secretários. O atual prefeito é Hamilton Rômulo de Menezes Carvalho, do Partido da Social Democracia Brasileira (PSDB), eleito nas eleições municipais de 2016 com 43,04% dos votos válidos e empossado em 1º de janeiro de 2017, ao lado de Geci como vice-prefeito. O Poder Legislativo, por sua vez, é constituído pela câmara municipal, composta por onze vereadores. Cabe à casa elaborar e votar leis fundamentais à administração e ao Executivo, especialmente o orçamento participativo (Lei de Diretrizes Orçamentárias).
Em complementação ao processo Legislativo e ao trabalho das secretarias, existem também conselhos municipais em atividade, entre os quais dos direitos da criança e do adolescente e tutelar, criados em 2009. Belo Oriente se rege por sua lei orgânica e é termo da Comarca de Açucena, do Poder Judiciário estadual, de primeira entrância, juntamente com o município de Naque. O município possuía, em fevereiro de 2017, 19 533 eleitores, de acordo com o Tribunal Superior Eleitoral (TSE), o que representa 0,125% do eleitorado mineiro.

## Economia

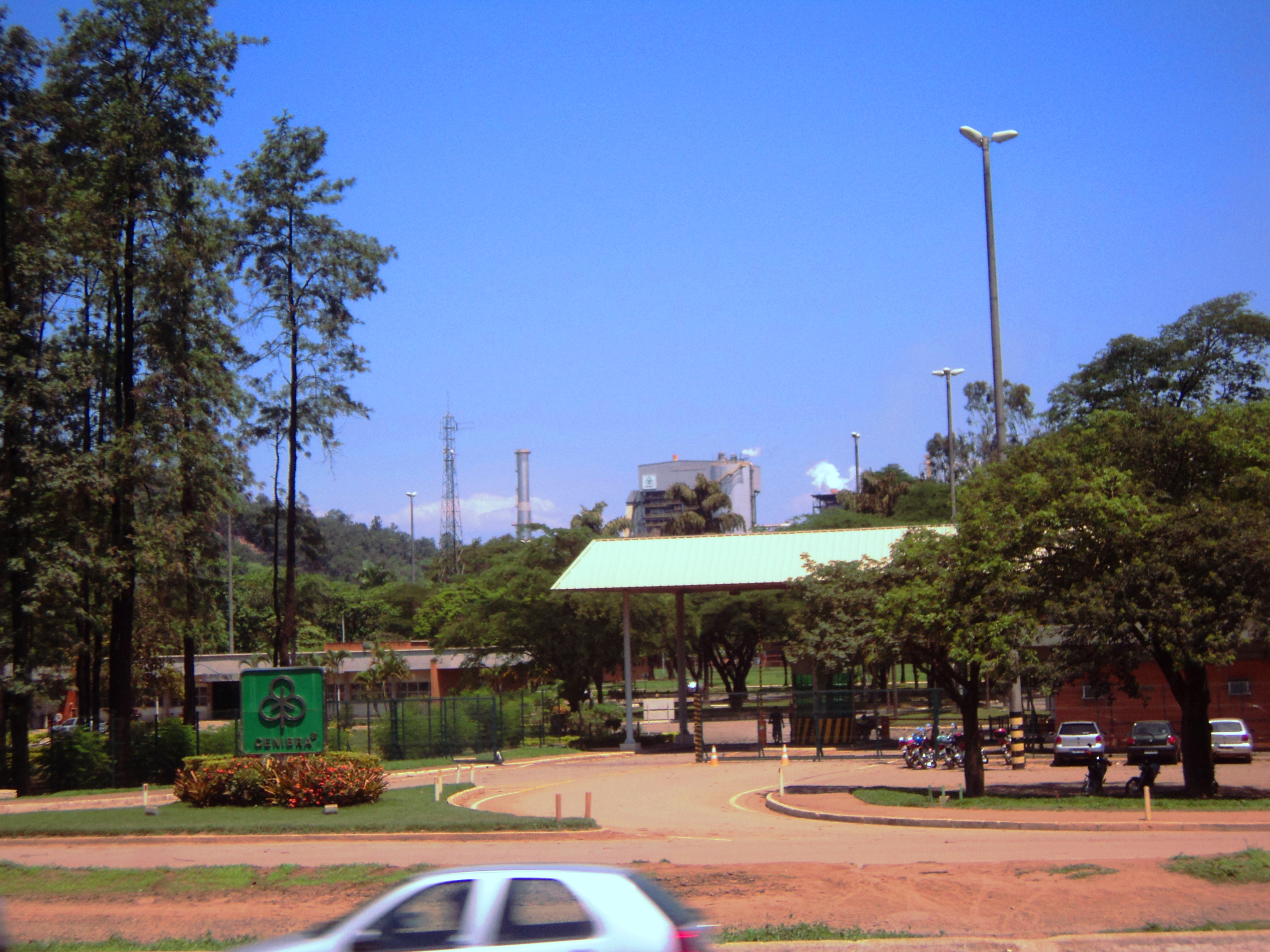
Entrada da Cenibra

O Produto Interno Bruto (PIB) de Belo Oriente é um dos maiores de sua microrregião, destacando-se no setor industrial e na área de prestação de serviços. De acordo com dados do IBGE, relativos a 2011, o PIB do município era de R$ 542 066 mil. 66 636 mil eram de impostos sobre produtos líquidos de subsídios a preços correntes e o PIB per capita era de R$ 22 876,79. Em 2010, 63,95% da população maior de 18 anos era economicamente ativa, enquanto que a taxa de desocupação era de 14,00%. Salários juntamente com outras remunerações somavam 8 410 mil reais e o salário médio mensal de todo município era de 1,5 salários mínimos. Havia 220 unidades locais e 218 empresas atuantes.
Conforme já citado anteriormente, até o final da década de 1920 a vida econômica de Belo Oriente girava em torno exclusivamente da agricultura, com destaque ao cultivo do milho, feijão, arroz, café, algodão e cana-de-açúcar. Em 1930, o setor perde espaço para a introdução da pecuária e da atividade industrial, após a instalação de complexos da antiga Companhia Siderúrgica Belgo-Mineira. A agropecuária teve seu auge no município na década de 70, época em que o município era importante comercializador de produtos alimentícios, no entanto sua significância foi reduzida com a chegada da Cenibra.

### Setor primário
| Produção de cana-de-açúcar, milho e mandioca (2012) | Produção de cana-de-açúcar, milho e mandioca (2012) | Produção de cana-de-açúcar, milho e mandioca (2012) |
| --------------------------------------------------- | --------------------------------------------------- | --------------------------------------------------- |
| Produto                                             | Área colhida (hectares)                             | Produção (tonelada)                                 |
| Cana-de-açúcar                                      | 150                                                 | 12 000                                              |
| Milho                                               | 600                                                 | 1 536                                               |
| Mandioca                                            | 8                                                   | 186                                                 |

A agricultura é o setor menos relevante na economia de Belo Oriente. Em 2011, de todo o PIB da cidade, 15 255 mil reais era o valor adicionado bruto da agropecuária, enquanto que em 2010, 11,33% da população economicamente ativa do município estava ocupada no setor. Segundo o IBGE, em 2012 o município possuía um rebanho de 8 500 bovinos, 104 bubalinos, 54 caprinos, 277 equinos, 218 muares, 12 ovinos, 870 suínos e 7 507 aves, entre estas 1 470 galinhas e 6 037 galos, frangos e pintinhos. Neste mesmo ano, a cidade produziu 2 200 mil litros de leite de 1 700 vacas, 6 mil dúzias de ovos de galinha e 30 075 quilos de mel de abelha.
Na lavoura temporária, são produzidos principalmente a cana-de-açúcar (12 mil toneladas produzidas e 150 hectares cultivados), o milho (1 536 toneladas e 600 hectares) e a mandioca (186 toneladas e 8 hectares), além do arroz. Já na lavoura permanente, destacam-se a banana (570 toneladas produzidas e 38 hectares cultivados), a laranja (189 toneladas e 27 hectares) e o coco-da-baía (189 mil frutos e 27 hectares).

### Setores secundário e terciário

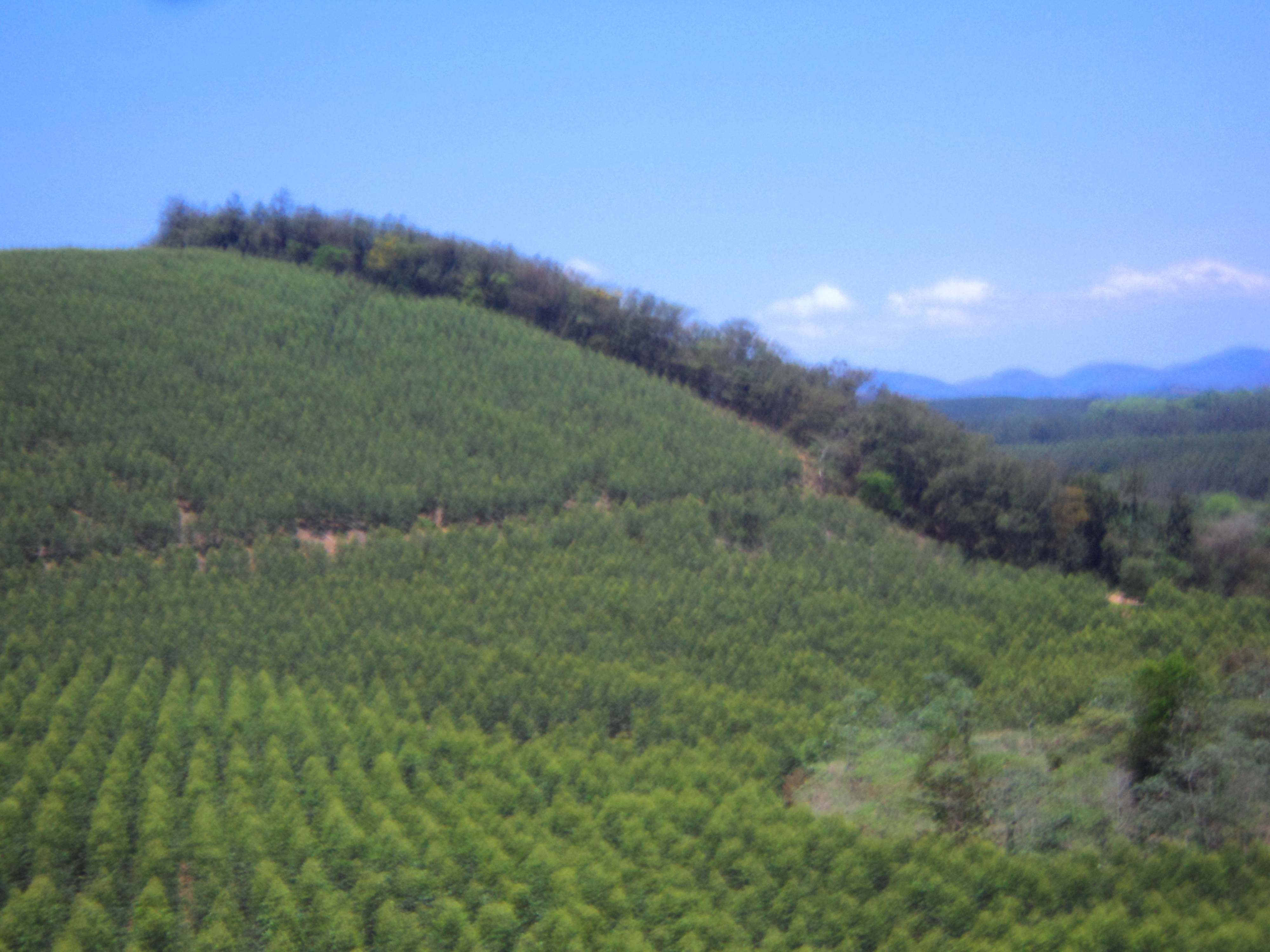
Plantação de eucalipto da Cenibra em Belo Oriente

A indústria, em 2011, era o setor mais relevante para a economia do município. 279 122 reais do PIB municipal eram do valor adicionado bruto da indústria (setor secundário). O valor elevado do indicador se deve à presença da Cenibra, que tem seu complexo industrial instalado no distrito de Perpétuo Socorro e é uma das maiores produtoras mundiais de celulose branqueada de fibra curta do mundo, tendo produção anual de 1,14 milhão de tonelada. Segundo estatísticas do ano de 2010, 0,59% dos trabalhadores de Belo Oriente estavam ocupados no setor industrial extrativo e 16,25% na indústria de transformação.
O comércio, por sua vez, está presente desde a formação de um núcleo urbano em Belo Oriente, sendo praticado por pequenos comerciantes caracterizados como lojas e vendas. Entre as décadas de 1960 e 70, ganha força o comércio atacadista, devido à considerável produção da agropecuária. Em 2010, 17,79% da população ocupada estava empregada no setor de construção, 1,85% nos setores de utilidade pública, 11,57% no comércio e 35,82% no setor de serviços e em 2011, 181 053 reais do PIB municipal eram do valor adicionado bruto do setor terciário.

## Infraestrutura

### Habitação e criminalidade
No ano de 2010, a cidade tinha 6 766 domicílios particulares permanentes. Desse total, 6 450 eram casas, 293 eram apartamentos, dez eram casas de vila ou em condomínios e 13 eram habitações em casas de cômodos ou cortiços. Do total de domicílios, 5 143 são imóveis próprios (5 100 já quitados e 43 em aquisição), 1 089 foram alugados, 529 foram cedidos (438 cedidos por empregador e 91 cedidos de outra forma) e cinco foram ocupados sob outra condição. Parte dessas residências conta com água tratada, energia elétrica, esgoto, limpeza urbana, telefonia fixa e telefonia celular. 5 254 domicílios eram atendidos pela rede geral de abastecimento de água (77,65% do total); 6 628 (97,96%) possuíam banheiros para uso exclusivo das residências; 5 823 (86,06% deles) eram atendidos por algum tipo de serviço de coleta de lixo; e 6 725 (99,39%) possuíam abastecimento de energia elétrica.
A criminalidade ainda é um problema presente em Belo Oriente. Entre 2006 e 2008, a taxa de homicídios no município foi de 17,9 para cada 100 mil habitantes, ficando no 73° lugar a nível estadual e no 1012° lugar a nível nacional. Neste período, a taxa de suicídios também foi de 1,5 para cada 100 mil habitantes, ficando no 293° lugar a nível estadual e no 2301° lugar a nível nacional. Já em relação à taxa de óbitos por acidentes de transito, o índice foi de 7,5 para cada 100 mil habitantes, ficando no 269° a nível estadual e no 2298° lugar a nível nacional.

### Saúde e educação
Em 2009, o município possuía 18 estabelecimentos de saúde entre hospitais, pronto-socorros, postos de saúde e serviços odontológicos, sendo 13 públicos (todos municipais) e cinco privados. Do total de estabelecimentos, 15 faziam parte do Sistema Único de Saúde (SUS) e havia 36 leitos para internação (todos públicos). Em 2012, 99,5% das crianças menores de 1 ano de idade estavam com a carteira de vacinação em dia. Em 2011, foram registrados 374 nascidos vivos, sendo que o índice de mortalidade infantil neste ano foi de 5,3 óbitos de crianças menores de cinco anos de idade a cada mil nascidos. Em 2010, 4,36% das mulheres de 10 a 17 anos tiveram filhos (todas acima dos 15 anos) e a taxa de atividade entre meninas de 10 a 14 anos era de 6,73%. 6 465 crianças foram pesadas pelo Programa Saúde da Família em 2012, sendo que 1,3% do total estavam desnutridas.
Na área da educação, o Índice de Desenvolvimento da Educação Básica (IDEB) médio entre as escolas públicas de Belo Oriente era, no ano de 2011, de 5,1 (numa escala de avaliação que vai de nota 1 a 10), sendo que a nota obtida por alunos do 5º ano (antiga 4ª série) foi de 5,7 e do 9º ano (antiga 8ª série) foi de 4,5; o valor das escolas públicas de todo o Brasil era de 4,0. Em 2010, 11,4% das crianças com faixa etária entre sete e quatorze anos não estavam cursando o ensino fundamental. A taxa de conclusão, entre jovens de 15 a 17 anos, era de 52,7% e o percentual de alfabetização de jovens e adolescentes entre 15 e 24 anos era de 98,5%. A distorção idade-série entre alunos do ensino fundamental, ou seja, com com idade superior à recomendada, era de 14,5% para os anos iniciais e 31,7% nos anos finais e, no ensino médio, a defasagem chegava a 26,4%. Dentre os habitantes de 18 anos ou mais, 46,51% tinham completado o ensino fundamental e 27,30% o ensino médio, sendo que a população tinha em média 9,21 anos esperados de estudo.
Em 2010, de acordo com dados da amostra do censo demográfico, da população total, 7 303 habitantes frequentavam creches e/ou escolas. Desse total, 162 frequentavam creches, 815 estavam no ensino pré-escolar, 393 na classe de alfabetização, seis na alfabetização de jovens e adultos, 3 932 no ensino fundamental, 1 027 no ensino médio, 282 na educação de jovens e adultos do ensino fundamental, 225 na educação de jovens e adultos do ensino médio, onze na especialização de nível superior, 69 em cursos superiores de graduação e dez em doutorado. 16 094 pessoas não frequentavam unidades escolares, sendo que 2 610 nunca haviam frequentado e 13 484 haviam frequentado alguma vez. O município contava, em 2012, com aproximadamente 5 471 matrículas nas instituições de ensino da cidade e, neste mesmo ano, das dez escolas de ensino fundamental, oito pertenciam à rede pública municipal e duas à rede pública estadual. As duas escolas que ofereciam ensino médio pertenciam à rede pública estadual.
| Ensino pré-escolar | 661   | 45  | 7  |
| Ensino fundamental | 3 871 | 213 | 10 |
| Ensino médio       | 939   | 50  | 2  |

### Comunicação e serviços básicos
O código de área (DDD) de Belo Oriente foi 033 até 27 de maio de 2015, quando foi alterado para 031, e o Código de Endereçamento Postal (CEP) vai de 35195-000 a 35197-999. No dia 10 de novembro de 2008, o município passou a ser servido pela portabilidade, juntamente com outros municípios com o mesmo DDD. A portabilidade é um serviço que possibilita a troca da operadora sem a necessidade de se trocar o número do aparelho.
A responsável pelo serviço de abastecimento de energia elétrica é a Companhia Energética de Minas Gerais (Cemig). Segundo a empresa, em 2003 havia 6 471 consumidores e foram consumidos 32 751 795 KWh de energia. Já o serviço de abastecimento de água e coleta de esgoto da cidade é feito pela própria prefeitura, sendo que em 2008 havia 7 958 unidades consumidoras e eram distribuídos em média 4 556 m³ de água tratada por dia, no entanto estuda-se a concessão do serviço à Companhia de Saneamento de Minas Gerais (Copasa).

### Transportes
A frota municipal no ano de 2012 era de 6 247 veículos, sendo 3 336 automóveis, 236 caminhões, 27 caminhões trator, 339 caminhonetes, 119 caminhonetas, 23 micro-ônibus, 1 779 motocicletas, 57 motonetas, 87 ônibus, oito utilitários e 236 classificados como outros tipos de veículos. Belo Oriente é atendida por uma rodovia federal: a BR-381, que começa em São Mateus, no litoral do Espírito Santo, passa por Governador Valadares, pela Região Metropolitana do Vale do Aço, Região Metropolitana de Belo Horizonte e sul de Minas e termina na cidade de São Paulo. A LMG-758 liga a cidade a Açucena, Virginópolis e Guanhães. O município é beneficiado com transporte intermunicipal de viações de ônibus como a Gontijo (linhas que interligam várias cidades do Brasil e passam pela cidade) e a Saritur (liga a cidade ao Vale do Aço e outras cidades mineiras).
Na década de 1910, o então povoado de Piedade do Galo, pertencente a Mesquita, passou a ter transporte ferroviário, sendo atendido pela Estrada de Ferro Vitória a Minas (EFVM). A estação ferroviária da localidade foi inaugurada em 30 de dezembro de 1912, sendo batizada de Estação Cachoeirinha e mais tarde com seu atual nome, Frederico Sellow, e a ferrovia é hoje uma opção de escoamento da produção e recebimento de matéria prima para a Cenibra. Em 2008, especulou-se a relocação do Aeroporto de Ipatinga para o município de Bom Jesus do Galho a fim de que a Usiminas expandisse suas instalações no local original, no entanto a área pretendida foi transferida para Belo Oriente, devido à proximidade de Bom Jesus do Galho com o Parque Estadual do Rio Doce, optando-se mais tarde pela ampliação do antigo terminal.

## Cultura

### Espaços e instituições culturais
Belo Oriente conta com um conselho municipal de cultura e um conselho de preservação do patrimônio, criados em 1997 e sendo ambos paritários e de caráter deliberativo. Também há legislações municipais de proteção ao patrimônio cultural material, ministradas por uma secretaria municipal exclusiva, que é o órgão gestor da cultura no município e atua em conjunto com outros municípios a fim de compactar a responsabilidade de projetos ou ações. Dentre os espaços culturais, destaca-se a existência de biblioteca mantida pelo poder público municipal, centros culturais, clubes, associações recreativas e estádios ou ginásios poliesportivos, segundo o IBGE em 2005 e 2012.
Há existência de equipes artísticas de teatro, grupos de manifestação tradicional popular, conjuntos musicais, bandas, associações literárias, grupos de desenho e pintura e grupos de artes plásticas e visuais, de acordo com o IBGE em 2012. O artesanato também é uma das formas mais espontâneas da expressão cultural belorientina, sendo que, segundo o IBGE, as principais atividades artesanais desenvolvidas em Belo Oriente são o bordado e os trabalhos com fibras vegetais e material reciclável.

### Atrativos e eventos
Belo Oriente faz parte do Circuito Turístico Mata Atlântica de Minas Gerais, que foi oficializado em 2010 pela Secretaria de Estado de Turismo com o objetivo de estimular o turismo na região. Os principais marcos da cidade são a praia do rio Santo Antônio, que possui importância histórica por ter sido onde foi realizada a primeira missa campal das regiões do povoado do Galo (atual Belo Oriente), Travessão de Cima (Mesquita), Travessão de Baixo (Açucena) e Naknanuk (Naque-Nanuque, em Açucena), pelo padre Leonardo Felix Ferreira em 1860; e a cruz que homenageia a morte de Friedrich Sellow, biólogo e naturalista alemão que veio ao Brasil estudar as tradições indígenas do Vale do Rio Doce e morreu após sua canoa naufragar nas águas do rio Doce, dando nome também à estação ferroviária do município. Também destacam-se lagoas e reservas ambientais, muitas das quais mantidas pela Cenibra.
Dentre os eventos, destacam-se as celebrações do aniversário da cidade, que apesar de ser comemorado em 1º de março, tem sua programação estendida por alguns dias com espetáculos musicais e atividades esportivas, de lazer e entretenimento abertas à população; a Festa do Esplanada, realizada no distrito de Perpétuo Socorro em junho; a Festa do Chapéu de Palha, também em junho; a Festa do Senhor Bom Jesus, em celebração ao Jubileu, realizada pela Igreja Católica em setembro; e a Festa de Nossa Senhora do Rosário, realizada em outubro, reunindo comunidades e grupos folclóricos que realizam apresentações teatrais e da Marujada de Belo Oriente.

### Feriados
Em Belo Oriente há um feriado municipal e oito feriados nacionais, além dos pontos facultativos. O feriado municipal é o dia do aniversário da cidade, comemorado em 1º de março. De acordo com a lei federal nº 9.093, aprovada em 12 de setembro de 1995, os municípios podem ter no máximo quatro feriados municipais com âmbito religioso, já incluída a Sexta-Feira Santa.